# 長短短六步格
長短短六步格（即「史詩」之義）是源於古希臘語和拉丁語詩歌的一種韻律，是史詩等各種體裁中使用的韻律。這兩種古典語言中的韻律不以音節強弱而以長短區分音律；如果在英語等以音節強弱區分音律的語言中使用，也可稱爲強弱弱六步格。

## 韻律結構
以長短短三個音節爲一步，每行中有六步，然而每個長短短音步亦可以長長音步取代。按照古希臘語和拉丁語中的使用準則，第六步必須是長長音步，第五步大多是長短短音步（然而荷馬經常以長長作爲第五步），其餘音步可以任意。
以–表示長音節，⏑表示短音節，⏕表示亦可爲單個長音節或是兩個短音節，則一行長短短六步格的詩句的節奏可如下表示（最後一個音節由於短音長用，亦可以用短音節）：
–⏕ | –⏕ | –⏕ | –⏕ | –⏑⏑ | ––

## 中間休止
長短短六步格詩的每行必須有一個中間休止，即在第三個音步中間隔開兩個詞。這一休止可以在第三音步的長音之後（稱爲「陽性休止」），若第三音步爲長短短則也可在長短兩音節後（稱爲「陰性休止」）。舉例如下：

### 陽性休止
以《伊利亞特》的開篇爲例：
 || 
–⏑⏑ | –⏑⏑ | – || – | –⏑⏑ | –⏑⏑ | ––
此處中間休止在第三音步長音後，故爲陽性休止。

### 陰性休止
以《奧德賽》的開篇爲例：
 || 
–⏑⏑ | –⏑⏑ | –⏑ || ⏑ | –⏑⏑ | –⏑⏑ | ––
可見以上二例中的中間休止都在一個自然句間停頓上（後世句讀以逗號標出），以此可以將長短短六步格的每行詩自然一分爲二。

## 備註
1. ↑  以上兩種休止的稱謂源自傳統文獻學的詞彙，在現代學術研究中爲避免性別歧視的印象（陽性／陰性原文作「男性」「女性」）也稱爲「強休止」與「弱休止」（strong/weak caesura）。